# 周本立 (美国)
周本立（英語：Edwin Pun “Ed” Chau，即埃德温·本·"埃德"·周；1957年9月17日—），美国华裔政治人物， 现为加利福尼亚州众议员。

## 生平
周本立祖籍广东开平百合镇，出生于香港，10余岁时随父母移民美国。他毕业于南加州大学，获计算机科学与社会学学士学位。毕业后，曾在IBM担任工程师。后考入西南法学院，获法学博士学位。1994年起从事律师职业。2000年至2012年间，曾任蒙提贝罗联合学区教委。2012年起接替伍国庆，出任加州第49选区众议员。